# Robert Bray
Robert E. Bray (n. 23 de octubre de 1917 – f. 7 de marzo de 1983) fue un actor cinematográfico y televisivo estadounidense, recordado principalmente por su papel de Corey Stuart en la serie televisiva de la CBS Lassie.

## Biografía
Bray nació en Kalispell, Montana. Su familia se trasladó a Seattle, donde Bray estudió en la Lincoln High School. Tras graduarse, trabajó como leñador y cowboy, y fue miembro del Civilian Conservation Corps. En 1942 Bray se unió al Cuerpo de Marines de los Estados Unidos, entrando en acción en el Pacífico Sur durante la Segunda Guerra Mundial. Finalizó la guerra con el grado de Sargento Mayor, y después quiso dedicarse a la taxidermia o ser propietario de un comercio de caza y pesca.
En vez de ello, Bray debutó en el cine en 1946 con un contrato con RKO, hablándose de él como del "próximo Gary Cooper". En la década de 1950, el actor intervino en un variado número de papeles, incluyendo el episodio de 1952 "Thunder over Inyo", de la serie televisiva de género western The Adventures of Kit Carson. También fue Carl, el conductor de autobús, en Bus Stop, con Marilyn Monroe (1956), y el detective Mike Hammer en My Gun Is Quick (1957). También trabajó para la serie de la NBC Frontier, y en la protagonizada por Rod Cameron, City Detective.
En la temporada televisiva de 1960-1961, Bray trabajó junto a Wayne Rogers y Richard Eyer en la serie de la ABC Stagecoach West, una producción de la empresa de Dick Powell Four Star Television. B.
Entre 1960 y 1963 trabajó en tres episodios del western de la NBC Laramie. También actuó en tres episodios de Perry Mason (CBS). Así mismo, actuó en Temple Houston (NBC), Riverboat con Darren McGavin, Overland Trail (conocida por su parecido con Stagecoach West), y The Loretta Young Show. Entre 1958 y 1961 intervino en cuatro episodios de la serie de suspense de la CBS Alfred Hitchcock Presents. Otras de sus actuaciones fueron en los programas de la ABC Maverick y Sugarfoot, el de la  NBC Overland Trail, y State Trooper.
En 1958 a Bray se le ofreció un papel de reparto en el film de Joshua Logan South Pacific, pero decidió protagonizar películas de bajo presupuesto para Allied Artists. Fue un error estratégico en su carrera, ya que South Pacific llegó a ser un gran éxito.
En 1964 Bray consiguió el papel de Corey Stuart en Lassie gracias a su afición y entendimiento con los animales. Por otra parte, Bray actuó en tres episodios con Bobby Diamond para la serie de la NBC Fury, pero fue reemplazado en 1968.
Bray y su esposa, Joan (nacida en 1930), se retiraron a Bishop, en la Sierra Nevada (Estados Unidos) del este de California, donde realizó muchas de sus primeras películas del oeste. Bray murió a la edad de sesenta y cinco años de una herida de bala que sufrió mientras cazaba solo. Se determinó que su muerte fue accidental.  Las cenizas de Bray se esparcieron en la playa Zuma de Malibú (California), donde había pasado parte de su juventud.